# Profeta imberbe
El Profeta imberbe és una escultura de Donatello de les fornícules de la tercera orde del campanar, que data de 1416-1418. Realitzat en marbre blanc de mida 190x64x63 cm i es conserva al Museu dell'Opera del Duomo (Florència).

## Història
L'estàtua va ser la primera, d'esquerra a dreta, del costat est de la torre, cap a la cúpula de Brunelleschi, que en aquella època encara no s'havia construït. Les altres tres estàtues d'aquest costat eren el Profeta barbut de Nanni di Bartolo (1408), el Sacrifici d'Isaac de Donatello i Nanni di Bartolo (1421) i el Profeta pensatiu, també de Donatello (1418-1420).
Les estàtues de les fornícules van ser traslladades al museu el 1937 i substituïdes per unes còpies les de l'exterior. Ennegrides pel pas del temps, algunes com el Profeta imberbe encara no han estat restaurades.

## Descripció
El tema de l'estàtua no ha estat clarament identificat per la falta d'atributs iconogràfics, pel que es denomina amb el nom convencional del Profeta imberbe o amb cartel·la. L'estàtua va ser inspirada al model clàssic d'orador i es caracteritza per un gran realisme i una profunda intensitat expressiva, es destaca per la desviació del cap a l'esquerra. Es manté entre les millors obres de Donatello. Sembla que per a aquest treball va emprar com a model a Filippo Brunelleschi, amic de Donatello. El cap està tractat amb una penetrant fisonomia gens convencional.
Les característiques estilistiques han estat trobades amb manca de bona harmonia, però l'efecte general de la grandesa i la dignitat està aconseguida per la calma i gests de fort clarobscur. La figura mira cap avall, perquè la seva ubicació inicial era a diversos metres d'altura. El gest per indicar la cartel·la que té a la seva mà és molt eloqüent i subratlla la importància de la profecia i el seu insistent esforç per comunicar-se amb l'observador. Les lletres, probablement pintades, ja no són visibles.